# Phaeochrous borealis
Phaeochrous borealis är en skalbaggsart som beskrevs av Kuijten 1984. Phaeochrous borealis ingår i släktet Phaeochrous och familjen Hybosoridae. Inga underarter finns listade i Catalogue of Life.